# Meerhuizen (hofstede)

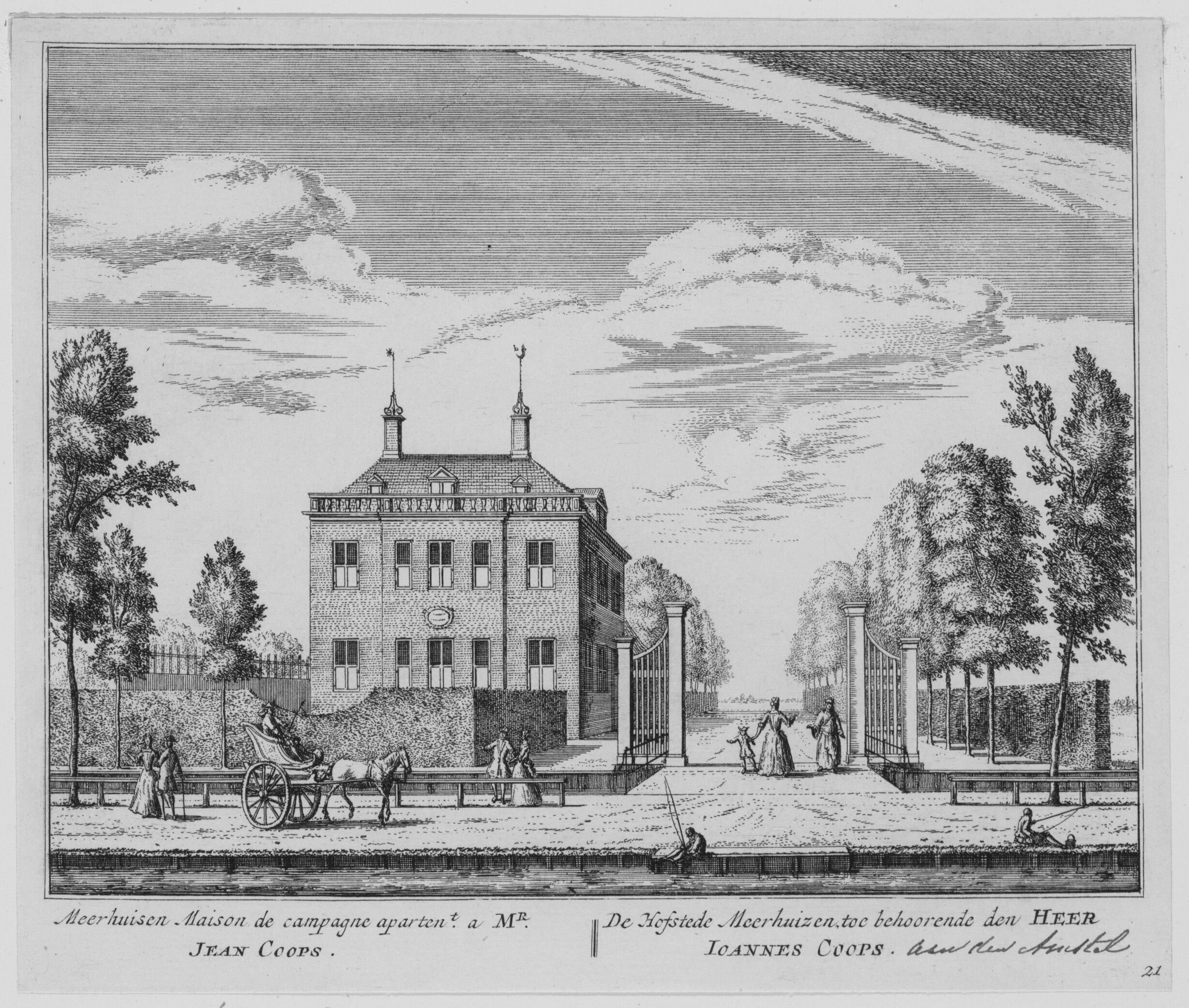
Meerhuizen in 1730

Meerhuizen was van 1676 tot 1916 een hofstede bij (en vanaf 1896 in) Amsterdam aan de Amsteldijk ter hoogte van het huidige Meerhuizenplein in de Rivierenbuurt.
De tentoonstelling De Vrouw 1813-1913 werd in het herstelde huis en op de weiden erachter, waar paviljoens gebouwd werden, gehouden.
In de jaren '20 was in het gebouw een kunstenaarskolonie gevestigd. Onder anderen de schilders Charley Toorop, Peter Alma en Thé Lau, de beeldhouwers John Raedecker en Jan Havermans, en dichter Erich Wichman woonden en werkten er, en de componist Jakob van Domselaer met zijn vrouw Maaike. Hier besloot van Domselaer om zijn veelbelovende carrière als pianist er aan te geven en componist te worden. Ook het Manifest van de Rapaillepartij werd er geschreven en de tentoonstelling De Vrouw 1813-1913 werd er gehouden. De kolonie moest wijken voor het Plan-Zuid van Berlage.
Het Meerhuizenplein, de Meerhuizenstraat en de Korte Meerhuizenstraat in de Rivierenbuurt zijn naar de hofstede genoemd.